# Luật Tổ chức chính quyền địa phương 2015
Luật Tổ chức chính quyền địa phương 2015 (số ký hiệu: 77/2015/QH13) là đạo luật được ban hành năm 2015 bởi Quốc hội Việt Nam khóa XIII quy định về đơn vị hành chính và tổ chức, hoạt động của chính quyền địa phương ở các đơn vị hành chính tại Việt Nam, có hiệu lực một phần hiện hành. Trên bối cảnh các cơ quan ở địa phương được quy định bởi Luật Tổ chức Hội đồng nhân dân và Ủy ban nhân dân 2003, nhiều nghiên cứu đặt vấn đề và kiến nghị thay đổi, Đảng Cộng sản Việt Nam đặt ra định hướng chỉnh sửa cấu trúc chính quyền địa phương tại Đại hội X và XI, Luật này được xây dựng và ban hành, chính thức có hiệu lực từ ngày 1 tháng 1 năm 2016, khẳng định chính quyền địa phương gồm hội đồng nhân dân và ủy ban nhân dân, tách biệt chính quyền địa phương ở nông thôn và đô thị, quy định mới về "thành phố trong thành phố", đơn vị hành chính – kinh tế đặc biệt (SAEU). Năm 2019, dựa trên đề xuất thực tế và định hướng của Đại hội XII, luật được sửa đổi, bổ sung một số điều khoản theo hướng tinh giản biên chế, mục đích là để chính quyền địa phương hoạt động linh hoạt theo tình hình những thay đổi của thực tế.
Luật này gồm tám chương, 143 điều, định nghĩa và phân loại đơn vị hành chính, chính quyền địa phương; quy định những gì mà hội đồng nhân dân, ủy ban nhân dân được làm, nguyên tắc phải tuân theo, trách nhiệm phải chịu, đều dựa trên nhiệm vụ, quyền hạn được giao, việc phân cấp, phân quyền, ủy quyền từ trung ương đến địa phương lẫn trong phạm vi từng địa bàn. Theo đó, chính quyền địa phương có nhiệm vụ bảo đảm việc thi hành Hiến pháp 2013 và pháp luật, phụ trách quyền lực nhà nước trong phạm vi địa bàn, giao cho hội đồng nhân dân thẩm quyền ban hành chủ trương, quyết định các lĩnh vực luật định, xây dựng ủy ban nhân dân, giao cho ủy ban nhân dân thẩm quyền thực thi các chủ trương, chính sách đã được luật định. Bên cạnh đó, cơ cấu tổ chức gồm đơn vị, chức danh, bộ máy giúp việc, tiêu chí, tiêu chuẩn chính quyền địa phương theo vùng nông thôn, đô thị, hải đảo, SAEU, hoạt động của chính quyền, thành lập, giải thể, nhập, chia, điều chỉnh địa giới đơn vị hành chính cùng tạo nên nội dung chính của luật này.

## Bối cảnh

### Tình hình chung
Năm 2003, Quốc hội Việt Nam khóa XI ban hành Luật Tổ chức Hội đồng nhân dân và Ủy ban nhân dân 2003 (Luật 2003), thay thế cho Luật 1994, là đạo luật chính quy định về chính quyền địa phương, duy trì trong giai đoạn 2003–15 và không có văn bản sửa đổi hay bổ sung nào. Trong quá trình thực thi, dựa trên thực tiễn là hoạt động của hội đồng nhân dân và ủy ban nhân dân các cấp và yêu cầu của tình hình, nhiệm vụ theo từng giai đoạn, cơ quan giám sát đặt ra vấn đề cho rằng Luật 2003 bộc lộ những vấn đề cần được nghiên cứu sửa đổi, bổ sung. Những vấn đề bao gồm: quy định chức năng, nhiệm vụ, quyền hạn, cơ cấu tổ chức và phương thức hoạt động của hội đồng nhân dân và ủy ban nhân dân cơ bản giống nhau ở cả ba cấp tỉnh, huyện, xã; chưa thể hiện tính gắn kết thống nhất giữa hai hệ thống cơ quan cùng cấp này, hội đồng nhân dân mang nặng tính hình thức; chưa phân biệt theo đặc điểm nông thôn, đô thị, hải đảo; chưa phân định rõ thẩm quyền giữa các cơ quan nhà nước ở trung ương với địa phương, và của mỗi cấp chính quyền địa phương; chính quyền cấp xã không có khả năng thực thi một số nhiệm vụ theo luật định; và chưa quy định rõ các vấn đề do tập thể ủy ban nhân dân thảo luận, quyết định và các vấn đề thuộc thẩm quyền quyết định của người đứng đầu tức chủ tịch ủy ban nhân dân. Năm 2013, Hiến pháp thứ năm được ban hành, có những điểm mới về chính quyền địa phương, như: thực hiện phân công, phân cấp, phân quyền trong quản lý nhà nước; quy định đơn vị hành chính tương đương thuộc thành phố trực thuộc trung ương; quy định việc thành lập, giải thể, nhập, chia, điều chỉnh địa giới đơn vị hành chính; quy định về tổ chức chính quyền địa phương ở các đơn vị hành chính; quy định về phân định thẩm quyền giữa các cơ quan nhà nước ở trung ương và địa phương và của mỗi cấp chính quyền địa phương; về việc thực hiện nhiệm vụ được cơ quan nhà nước cấp trên giao.
Trong thời kỳ này, định hướng của tổ chức chính trị cầm quyền tức Đảng Cộng sản Việt Nam là điều chỉnh lại chính quyền địa phương, phân biệt giữa chính quyền nông thôn, đô thị, hải đảo; đẩy mạnh phân cấp, phân quyền các nhóm tổ chức, đơn vị. Các văn kiện của Đảng và các chính sách của Nhà nước, cao nhất ở Đại hội Đảng Cộng sản Việt Nam lần thứ X (2006), XI (2011) đề cập tới vấn đề cần đổi mới tổ chức và hoạt động bộ máy nhà nước, mục tiêu là điều chỉnh cơ cấu chính quyền địa phương cho phù hợp với những thay đổi chức năng, nhiệm vụ, phân biệt rõ những khác biệt giữa chính quyền nông thôn và chính quyền đô thị để tổ chức bộ máy phù hợp; tăng cường đào tạo, bồi dưỡng và kiểm tra hoạt động của bộ máy chính quyền cơ sở. Đã có một số thí điểm trên thực tế, như không tổ chức hội đồng nhân dân huyện, quận, phường; thí điểm hợp nhất lãnh đạo cơ sở, bí thư cấp ủy đồng thời là chủ tịch ủy ban nhân dân ở một số đơn vị hành chính; đề án mô hình chính quyền đô thị tại Thành phố Hồ Chí Minh và Đà Nẵng; đề án về đặc khu kinh tế Vân Đồn, Vân Phong, Phú Quốc, đã đặt ra yêu cầu phải nghiên cứu về mô hình tổ chức chính quyền địa phương các cấp cho phù hợp.
...nâng cao chất lượng hoạt động của hội đồng nhân dân và ủy ban nhân dân các cấp, bảo đảm quyền tự chủ và tự chịu trách nhiệm trong việc quyết định và tổ chức thực hiện những chính sách trong phạm vi được phân cấp. Nghiên cứu tổ chức, thẩm quyền của chính quyền ở nông thôn, đô thị, hải đảo.

### Soạn thảo, ban hành
Năm 2014, Ủy ban Thường vụ Quốc hội Việt Nam khóa XIII giao cho Chính phủ nhiệm vụ xây dựng văn bản luật mới về tổ chức chính quyền địa phương, theo đó, Chính phủ thành lập Ban soạn thảo dự án Luật Tổ chức chính quyền địa phương với trưởng ban là Bộ trưởng Bộ Nội vụ Nguyễn Thái Bình, phó ban là Thứ trưởng Nguyễn Duy Thăng, phối hợp với các cơ quan liên quan. Ngày 30 tháng 9 năm 2014, dựa trên nội dung của ban soạn thảo, Chính phủ trình tờ trình dự án luật này lên Ủy ban Thường vụ Quốc hội, tiến hành phiên họp thảo luận, đưa ra các ý kiến đánh giá và sửa đổi thẩm quyền thu, chi ngân sách nhà nước của chính quyền địa phương; lựa chọn phương án hướng dẫn tiêu chuẩn, tiêu chí về thành lập, nhập, chia, điều chỉnh địa giới đơn vị hành chính, nhấn mạnh thẩm quyền quyết định thành lập, nhập, chia, điều chỉnh địa giới các đơn vị hành chính dưới cấp tỉnh đã được chuyển từ Chính phủ sang cho Ủy ban thường vụ Quốc hội, do đó phương án hướng dẫn cần được bổ sung vào dự án. Ngoài ra, Ủy ban không đồng ý với tờ trình của Chính phủ, khi dự án soạn rằng "dự thảo luật này điều chỉnh về tổ chức đơn vị hành chính, tổ chức và hoạt động của chính quyền địa phương ở các đơn vị hành chính (cấp tỉnh, cấp huyện, cấp xã); tổ chức và hoạt động của chính quyền địa phương ở đơn vị hành chính – kinh tế đặc biệt do Luật Đơn vị hành chính – kinh tế đặc biệt quy định", Ủy ban cho rằng SAEU cũng là một loại đơn vị hành chính của Việt Nam, vì vậy, dự thảo luật cần quy định một số vấn đề có tính nguyên tắc về SAEU, đưa đơn vị này vào luật định, đặc biệt như điều kiện, trình tự thành lập, giải thể, mô hình tổ chức chính quyền địa phương tại các đơn vị này.
Đúng theo tiến độ đề ra, dự thảo luật được chỉnh sửa theo ý kiến của Ủy ban, sau đó trình Quốc hội tại kỳ họp thứ chín vào tháng 6 năm 2015, được thông qua với tỷ lệ 85,22% vào ngày 19 tháng 6, được ký chứng thực bởi Chủ tịch Quốc hội Nguyễn Sinh Hùng. Luật được đăng công bảo số 863+864 vào ngày 26 tháng 7 năm 2015, được Chủ tịch nước Trương Tấn Sang ký lệnh công bố luật và chính thức có hiệu lực ngày 1 tháng 1 năm 2016.

## Cấu trúc
Luật có tám chương, 143 điều, thay thế và chấm dứt hiệu lực của Luật Tổ chức Hội đồng nhân dân và Ủy ban nhân dân 2003 từ ngày 1 tháng 1 năm 2016. Có điều khoản chuyển tiếp, rằng, từ ngày luật có hiệu lực thi hành cho đến khi bầu ra hội đồng nhân dân nhiệm kỳ 2016 – 2021, thì hội đồng nhân dân, ủy ban nhân dân tại các đơn vị hành chính tiếp tục giữ nguyên cơ cấu tổ chức và thực hiện các nhiệm vụ, quyền hạn theo quy định của Luật 2003. Bên cạnh đó, chấm dứt việc thực hiện thí điểm không tổ chức hội đồng nhân dân huyện, quận, phường; ủy ban nhân dân huyện, quận, phường nơi không tổ chức hội đồng nhân dân huyện, quận, phường tiếp tục giữ nguyên cơ cấu tổ chức và thực hiện các nhiệm vụ, quyền hạn theo quy định của Luật 2003 cho đến khi bầu ra chính quyền địa phương ở huyện, quận, phường theo quy định của Luật này.
| Chương | Tên                                                                    | Điều    | Tổng |
| ------ | ---------------------------------------------------------------------- | ------- | ---- |
| I      | Những quy định chung                                                   | 1–15    | 15   |
| II     | Chính quyền địa phương ở nông thôn                                     | 16–36   | 21   |
| III    | Chính quyền địa phương ở đô thị                                        | 37–71   | 35   |
| IV     | Chính quyền địa phương ở hải đảo                                       | 72–73   | 2    |
| V      | Chính quyền địa phương ở đơn vị hành chính – kinh tế đặc biệt          | 74–77   | 4    |
| VI     | Hoạt động của chính quyền địa phương                                   | 78–128  | 51   |
| VII    | Thành lập, giải thể, nhập, chia, điều chỉnh địa giới đơn vị hành chính | 128–140 | 13   |
| VIII   | Điều khoản thi hành                                                    | 140–143 | 4    |
| 8      | Tổng cộng                                                              | 143     | 143  |

## Nội dung chính
—Luật 77/2015/QH13, khoản 1 Điều 4.
Luật quy định về đơn vị hành chính và tổ chức, hoạt động của chính quyền địa phương ở các đơn vị hành chính. Với đơn vị hành chính, gồm cấp tỉnh, cấp huyện, cấp xã và đơn vị hành chính – kinh tế đặc biệt, quy định mới và đầu tiên về SAEU và thành phố thuộc thành phố trực thuộc trung ương; được phân loại gồm loại đặc biệt là Hà Nội, Thành phố Hồ Chí Minh, và chia loại I, II, III cho các đơn vị còn lại. Phân loại nhằm hoạch định chính sách phát triển kinh tế – xã hội; xây dựng tổ chức bộ máy, chế độ, chính sách đối với nhân lực, dựa trên các tiêu chí về quy mô dân số, diện tích tự nhiên, số đơn vị hành chính trực thuộc, trình độ phát triển của các đơn vị đó. Với việc thành lập, giải thể, nhập, chia, điều chỉnh địa giới đơn vị hành chính theo thẩm quyền, cấp tỉnh thuộc về Quốc hội, cấp huyện, cấp xã thuộc về Ủy ban Thường vụ Quốc Hội, đều do Chính phủ mà cụ thể là Bộ Nội vụ, Ủy ban nhân dân cấp tỉnh xây dựng, trình đề nghị để thông qua, và đều lấy ý kiến cử tri. Theo đó, cơ quan xây dựng đề án lấy ý kiến cử tri về vấn đề này, nếu có trên 50% tổng số cử tri trên địa bàn tán thành thì sẽ hoàn thiện đề án và gửi hội đồng nhân dân ở các đơn vị hành chính có liên quan để lấy ý kiến. Trên cơ sở ý kiến của cử tri địa phương, hội đồng nhân dân ba cấp thảo luận, biểu quyết về việc tán thành hoặc không tán thành theo trình tự dưới lên trên, kết quả cấp xã được gửi đến cấp huyện, kết quả cấp huyện gửi đến cấp tỉnh, và cấp tỉnh được gửi đến Bộ Nội vụ để tổng hợp chung, báo cáo Chính phủ rồi trình Quốc hội, Ủy ban để ra quyết định cuối cùng.

### Nhiệm vụ, quyền hạn
Cấp chính quyền địa phương gồm có hội đồng nhân dân và ủy ban nhân dân, hợp thức hóa Điều 11, Hiến pháp 2013, trong đó hội đồng nhân dân do cử tri ở địa phương bầu ra, là cơ quan quyền lực nhà nước ở địa phương, đại diện cho ý chí, nguyện vọng và quyền làm chủ của nhân dân; ủy ban nhân dân do hội đồng nhân dân cùng cấp bầu, là cơ quan chấp hành của hội đồng nhân dân, cơ quan hành chính nhà nước ở địa phương; và cả hai cơ quan này đều có nghĩa vụ chịu trách nhiệm trước nhân dân và cơ quan nhà nước cấp trên. Chính quyền địa phương ở nông thôn gồm chính quyền địa phương ở tỉnh, huyện, xã; và chính quyền địa phương ở đô thị gồm chính quyền địa phương ở thành phố trực thuộc trung ương, quận, thị xã, thành phố thuộc tỉnh, thành phố thuộc thành phố trực thuộc trung ương, phường, thị trấn.
Hội đồng nhân dân tiếp tục được bầu bởi cử tri, nhiệm kỳ năm năm, được quy định về số lượng đại biểu. Ở cấp xã: giới hạn mức 15–35 đại biểu tùy theo số dân, ít nhất 15 đại biểu thuộc về xã miền núi, vùng cao và hải đảo có từ 1.000 dân trở xuống, cao nhất thuộc về xã có trên 4.000 dân thì cứ thêm 2.000 dân được bầu thêm một đại biểu, phường có trên 8.000 dân thì cứ thêm 4.000 được bầu thêm một đại biểu. Ở cấp huyện: giới hạn mức 30–45 đại biểu, ít nhất của huyện miền núi, vùng cao, hải đảo có từ 40.000 dân trở xuống, thị xã dưới 70.000 dân, quận, huyện bình thường dưới 80.000 dân, thành phố thuộc tỉnh, thành phố thuộc thành phố trực thuộc trung ương dưới 100.000 dân, cao nhất ở đơn vị cấp huyện có từ 30 đơn vị hành chính cấp xã trực thuộc trở lên. Bầu cử ở cấp tỉnh tương tự với mức giới hạn là 50–105 đại biểu. Hội đồng nhân dân bảo đảm thi hành Hiến pháp 2013 và pháp luật; xây dựng chính cơ quan mình và cơ quan hành chính là ủy ban nhân dân, cụ thể là bầu, miễn nhiệm, bãi nhiệm các chức danh nhất định như Chủ tịch, Phó Chủ tịch Hội đồng nhân dân, Trưởng ban, Phó Trưởng ban của Hội đồng nhân dân, Chánh Văn phòng, Chủ tịch, Phó Chủ tịch Ủy ban nhân dân, các Ủy viên Ủy ban nhân dân, và Hội thẩm Tòa án nhân dân riêng cho cấp tỉnh, huyện. Bên cạnh đó là quyết định thành lập, bãi bỏ, biên chế nhân sự cho cơ quan chuyên môn, đơn vị trực thuộc ủy ban nhân dân tỉnh; quyết định thành lập, giải thể, nhập, chia thôn, tổ dân phố, đặt tên, đổi tên thôn, tổ dân phố, đường, phố, quảng trường, công trình công cộng ở địa phương. Cơ quan này phụ trách việc đưa ra quyết định về kế hoạch, biện pháp cho tất cả các lĩnh vực thuộc quyền lực nhà nước trên địa bàn, theo hình thức ban hành văn bản quy phạm pháp luật.
Ủy ban nhân dân gồm Chủ tịch, Phó Chủ tịch và các Ủy viên được hội đồng nhân dân bầu, phụ trách xây dựng, trình các dự án cho tất cả lĩnh vực quản lý nhà nước, đồng thời chấp hành thực hiện các quyết định đã được ban hành này. Cơ quan này ngoài thể chế tập thể còn hoạt động theo thể chế thủ trưởng, theo đó, chủ tịch là người đứng đầu, lãnh đạo cũng như chịu trách nhiệm toàn diện đối với chính cơ quan mình và cơ quan cấp dưới, ngoài ra, có quyền điều động, đình chỉ công tác, cách chức các lãnh đạo cấp dưới trực tiếp, cũng như đình chỉ việc thi hành hoặc bãi bỏ văn bản trái pháp luật của cơ quan nội bộ hay cấp dưới trực tiếp.
Ở thành phố trực thuộc trung ương, hội đồng nhân dân có tổ chức, nhiệm vụ, quyền hạn nhiều hơn so với các đơn vị khác. Theo đó, cơ quan này có thêm các quyền gồm: quyết định quy hoạch, kế hoạch sử dụng đất của thành phố, bao gồm cả quy hoạch, kế hoạch sử dụng đất của các quận, phường trực thuộc; quyết định quy hoạch về xây dựng và phát triển đô thị trong phạm vi được phân quyền; quyết định các biện pháp phát huy vai trò trung tâm kinh tế – xã hội của đô thị lớn trong mối liên hệ với các địa phương trong vùng, khu vực và cả nước; và quyết định các biện pháp quản lý dân cư ở thành phố, tổ chức đời sống dân cư đô thị, điều chỉnh dân cư theo quy hoạch. Tổ chức của cơ quan này có thêm ban đô thị, được lý giải là những đô thị tập trung, có quy mô lớn, mức độ đô thị hóa cao và có nhiều điểm đặc thù khác với các địa bàn đô thị thị xã, thành phố thuộc tỉnh; và có tối đa 105 đại biểu để phù hợp với quy mô dân số, đặc điểm, tính chất của đô thị lớn ở Hà Nội, và Thành phố Hồ Chí Minh, nhiều nhất cả nước.

### Phân cấp, phân quyền
Việc phân quyền được hiểu là giao quyền lực nhà nước cho chính quyền địa phương, dựa trên các quy định luật định. Theo đó, chính quyền địa phương tự chủ, tự chịu trách nhiệm trong việc thực hiện các nhiệm vụ, quyền hạn được phân quyền trong địa phận lãnh thổ mà mình quản lý, và chịu sự thanh tra, kiểm tra tính hợp hiến, hợp pháp bởi cấp trên. Những vấn đề liên quan đến phạm vi từ hai đơn vị hành chính cấp xã trở lên thì thuộc thẩm quyền giải quyết của chính quyền địa phương cấp huyện; phạm vi từ hai đơn vị hành chính cấp huyện trở lên thì thuộc thẩm quyền giải quyết của cấp tỉnh; và từ hai đơn vị hành chính cấp tỉnh trở lên thì thuộc thẩm quyền giải quyết của cơ quan nhà nước ở trung ương. Việc phân cấp được hiểu là chính quyền trung ương hoặc địa phương giao nhiệm vụ và quyền hạn cho địa phương, cơ quan cấp dưới. Khi phân cấp, cấp trên phải bảo đảm các nguồn lực và điều kiện cần thiết khác để thực hiện nhiệm vụ, quyền hạn mà mình phân cấp, hướng dẫn, kiểm tra quá trình hoạt động này và chịu trách nhiệm về kết quả; còn cấp dưới được phân cấp chịu trách nhiệm trước cấp trên về việc thực hiện nhiệm vụ, quyền hạn được phân cấp. Căn cứ tình hình cụ thể ở địa phương, cơ quan nhà nước ở địa phương có thể phân cấp tiếp cho chính quyền địa phương hoặc cơ quan nhà nước cấp dưới thực hiện các nhiệm vụ, quyền hạn đã được cấp trên phân cấp nhưng phải được sự đồng ý của cấp trên đó. Ngoài ra, vấn đề liên quan là ủy quyền, trong trường hợp cần thiết, cấp trên có thể ủy quyền bằng văn bản cho ủy ban nhân dân cấp dưới hoặc chủ thể khác thực hiện một hoặc một số nhiệm vụ, quyền hạn của mình trong khoảng thời gian xác định kèm theo các điều kiện cụ thể. Các vấn đề về bảo đảm nguồn lực, điều kiện cũng như trách nhiệm của ủy quyền tương tự với phân cấp, tuy nhiên, có một điểm khác là cấp dưới nhận ủy quyền không được ủy quyền tiếp cho chủ thể khác, trong khi cấp dưới nhận phân cấp có thể tiếp tục phân cấp.

## Sửa đổi, bổ sung

### So với Luật 2003
Luật này tăng hai chương và ba điều so với Luật Tổ chức Hội đồng nhân dân và Ủy ban nhân dân 2003. Về đơn vị hành chính và tổ chức, luật bổ sung thêm thành phố thuộc thành phố trực thuộc trung ương và đơn vị hành chính – kinh tế đặc biệt; quy định cấp chính quyền địa phương được tổ chức ở các đơn vị hành chính đều phải có hội đồng nhân dân và ủy ban nhân dân, có sự phân biệt giữa chính quyền địa phương ở nông thôn và ở đô thị, tức chia thành chương riêng biệt; chia thẩm quyền thành lập, giải thể, nhập, chia, điều chỉnh địa giới đơn vị hành chính giữa trung ương và địa phương. Về nhiệm vụ, quyền hạn: hội đồng nhân dân được quy định rõ hơn về cơ cấu tổ chức, các chức danh Phó Chủ tịch Hội đồng nhân dân cấp tỉnh, cấp huyện (số lượng là hai) và Phó Chủ tịch cấp xã (số lượng là một) hoạt động chuyên trách, trưởng các ban của cấp tỉnh, huyện có thể hoạt động chuyên trách, còn cấp phó ban cấp tỉnh, cấp huyện phải hoạt động chuyên trách, cấp xã thì hoạt động kiêm nhiệm. Với ủy ban nhân dân, không phải một số như Luật 2003 mà tất cả người đứng đầu các cơ quan chuyên môn của cơ quan này đều là ủy viên, được bầu, lấy phiếu tín nhiệm, bỏ phiếu tín nhiệm bởi hội đồng nhân dân, và quy định số lượng chức danh lãnh đạo theo từng loại địa phương; bổ sung những điểm mới nhằm quy định chi tiết hơn về số lượng, cơ cấu thành viên ủy ban nhân dân, nguyên tắc hoạt động, phiên họp, phạm vi, trách nhiệm giải quyết công việc của các thành viên, quy định số lượng Phó Chủ tịch Ủy ban nhân dân các cấp theo phân loại đơn vị hành chính. Ngoài ra, luật quy định mới về Ban Dân tộc của Hội đồng nhân dân, rằng Quốc hội giao Ủy ban Thường vụ Quốc hội quy định cụ thể tiêu chí, tiêu chuẩn thành lập cơ quan này; quy định mới về ban của hội đồng nhân dân cấp xã, gồm Ban Pháp chế và Ban Kinh tế – Xã hội, trưởng, phó và các thành viên khác của hai ban này hoạt động kiêm nhiệm.

### 2019
Trong quá trình thực thi giai đoạn 2016–18, đã có những đề xuất yêu cầu tiếp tục đổi mới, sắp xếp tổ chức bộ máy của hệ thống chính trị từ trung ương đến địa phương theo hướng quy định tiêu chí thành lập tổ chức, sắp xếp tinh gọn đầu mối, giảm cấp trung gian, quy định hợp lý số lượng cấp phó của tổ chức, giảm hợp lý số lượng đại biểu hội đồng nhân dân các cấp nhằm nâng cao chất lượng, hiệu lực, hiệu quả hoạt động của chính quyền địa phương các cấp, thực hiện Đại hội Đảng Cộng sản Việt Nam lần thứ XII. Theo đó, ban soạn thảo dự án sửa đổi bổ sung luật này và Luật Tổ chức Chính phủ 2015 được thành lập năm 2019, xây dựng rồi trình Quốc hội. Đến ngày 22 tháng 11 năm 2019, tại kỳ họp thứ tám, Quốc hội khóa XIV đã thông qua Luật sửa đổi, bổ sung một số điều của Luật Tổ chức Chính phủ và Luật Tổ chức chính quyền địa phương, chính thức có hiệu lực từ ngày 1 tháng 7 năm 2020. Luật 2019 đã sửa đổi, bổ sung 38/143 điều của Luật 2015, quy định rõ khi thực hiện phân cấp, phân quyền phải gắn với hướng dẫn, kiểm tra, thanh tra và trách nhiệm của các cơ quan, tổ chức, cá nhân; bảo đảm các điều kiện về ngân sách, nguồn nhân lực và các điều kiện cần thiết khác cho việc thực hiện; quy định cụ thể các trường hợp được thực hiện phân cấp, ủy quyền để tránh việc phân cấp, ủy quyền tràn lan. Về mô hình tổ chức chính quyền địa phương, Luật 2019 khẳng định chính quyền địa phương được tổ chức ở các đơn vị hành chính của Việt Nam phải phù hợp với đặc điểm nông thôn, đô thị, hải đảo, SAEU; quy định rằng chính quyền địa phương ở quận, phường là cấp chính quyền địa phương (có hội đồng nhân dân và ủy ban nhân dân), có thể không phải là cấp này nếu Quốc hội quy định; và trường hợp đơn vị hành chính cấp huyện ở hải đảo chia thành các đơn vị hành chính cấp xã thì tại đơn vị hành chính cấp xã tổ chức cấp chính quyền địa phương. Về hội đồng nhân dân, Luật 2019 bổ sung tiêu chuẩn về quốc tịch đối với đại biểu, theo đó, quy định có một quốc tịch là quốc tịch Việt Nam, giảm khung số lượng đại biểu từ 10% đến 15% ở từng loại hình đơn vị hành chính. Luật 2019 bỏ quy định Chánh Văn phòng trong Thường trực Hội đồng nhân dân cấp tỉnh và quy định rõ số lượng Phó Chủ tịch Hội đồng nhân dân cấp tỉnh, chức danh cấp xã; quy định rõ nếu Trưởng ban của Hội đồng nhân dân cấp tỉnh hoạt động chuyên trách thì có một Phó Trưởng ban, nếu không chuyên trách thì có hai Phó Trưởng ban; bổ sung thẩm quyền của hội đồng nhân dân cấp xã thông qua kế hoạch phát triển kinh tế – xã hội hằng năm của cấp xã (do ủy ban nhân dân cấp xã xây dựng) trước khi trình Ủy ban nhân dân cấp huyện phê duyệt. Ngoài ra, Luật 2019 còn bổ sung quy định về trách nhiệm của đại biểu hội đồng nhân dân với cử tri, về tiếp xúc cử trị và thôi làm nhiệm vụ đại biểu; về tổ chức lại các đơn vị hành chính không đạt tiêu chuẩn theo quy định; và về bộ máy giúp việc của chính quyền địa phương.